# Caroline Anglade
Caroline Anglade (* 22. Juni 1982 in Châlons-en-Champagne) ist eine französische Schauspielerin, die durch ihre Auftritte in Le Jour de la comète und Joséphine bekannt ist.

## Biographie
Caroline Anglade, geboren in Châlons-en-Champagne, kam mit 8 Jahren nach Paris und besuchte dort das Gymnasium Honoré-de-Balzac. Bald entdeckte sie ihre Leidenschaft für das Theater und bildete sich im Studio 34, Cours Florent und Art Studio zur Schauspielerin aus. Parallel dazu spielte sie in den Theatern von Paris und wurde bald bekannt. Sie betätigte sich auch als Synchronstimme von Megan Fox. Ins Fernsehen kam sie mit französischen Serien Sous le Soleil, Section de recherches und Père et maire. Es folgten Engagements für Kinofilme wie On ne choisit pas sa famille, L’amour dure trois ans oder Joséphine und ihre Folge Joséphine s’arrondit.
Seit 2016 spielt sie in einer Hauptrolle der Serie Lebowitz contre Lebowitz die Irène Lebowitz.

## Theater
- 2011: Les Bonobos von Laurent Baffie, Théâtre du Palais-Royal
- 2015–2016: Sans Filtre von Laurent Baffie

## Fernsehen
- 2008: St. Tropez (1 Folge)
- 2009: Père et Maire, Regie der 24. Episode: Vincent Giovanni
- 2009: Crime Scene Riviera (Section de recherches), Regie der 3. Episode: Gérard Marx
- 2011: Le Jour où tout a basculé, Episode Faux médecin, vrai escroc!, Regie: Luc Chalifour
- 2013–2015: Pep's, Serie, Regie: Céline Guyot und Martin Guyot
- 2014: Falco (1 Folge)
- 2015: Templeton, Serie, Regie: Pierre Cardonnel, François-David Cardonnel und Jonathan Cardonnel
- 2015: Le Family Show – Regie: Pascal Lahmani
- 2016–2018: Lebowitz contre Lebowitz
- 2018: Meurtres en Cornouaille – Regie: Franck Mancuso
- 2018: Le Rêve français, Mini-Serie, Regie: Christian Faure
- 2018: Une mère sous influence – Regie: Adeline Darraux
- 2019: La grande classe: Alles beim Alten (La grande classe)
- 2020: Einfach schwarz (Tout simplement noir)

## Kino
- 2011: Zum Glück bleibt es in der Familie (On ne choisit pas sa famille) – Regie: Christian Clavier
- 2013: Joséphine – Regie: Agnès Obadia
- 2014: Le Jour de la comète – Regie: Hervé Freiburger und Cédric Hachard
- 2014: Piste noire – Regie: Jalil Naciri
- 2015: C’est du caviar! – Regie: Sarah Lelouch
- 2016: Joséphine s’arrondit – Regie: Marilou Berry
- 2016: L'Invitation – Regie: Michaël Cohen
- 2017: Bad Buzz – Regie: Stéphane Kazandjian
- 2017: Heirate mich, Alter! (Épouse-moi mon pote) – Regie: Tarek Boudali
- 2018: Liebe bringt alles ins Rollen (Tout le monde debout) – Regie: Franck Dubosc
- 2022: Happy 50 (Plancha)
- 2022: Maestro(s)
- 2022: Belle & Sebastian – Ein Sommer voller Abenteuer (Belle et Sébastien: Nouvelle génération)
- 2023: Voll ins Leben (La vie pour de vrai)